# 國分站 (鹿兒島縣)

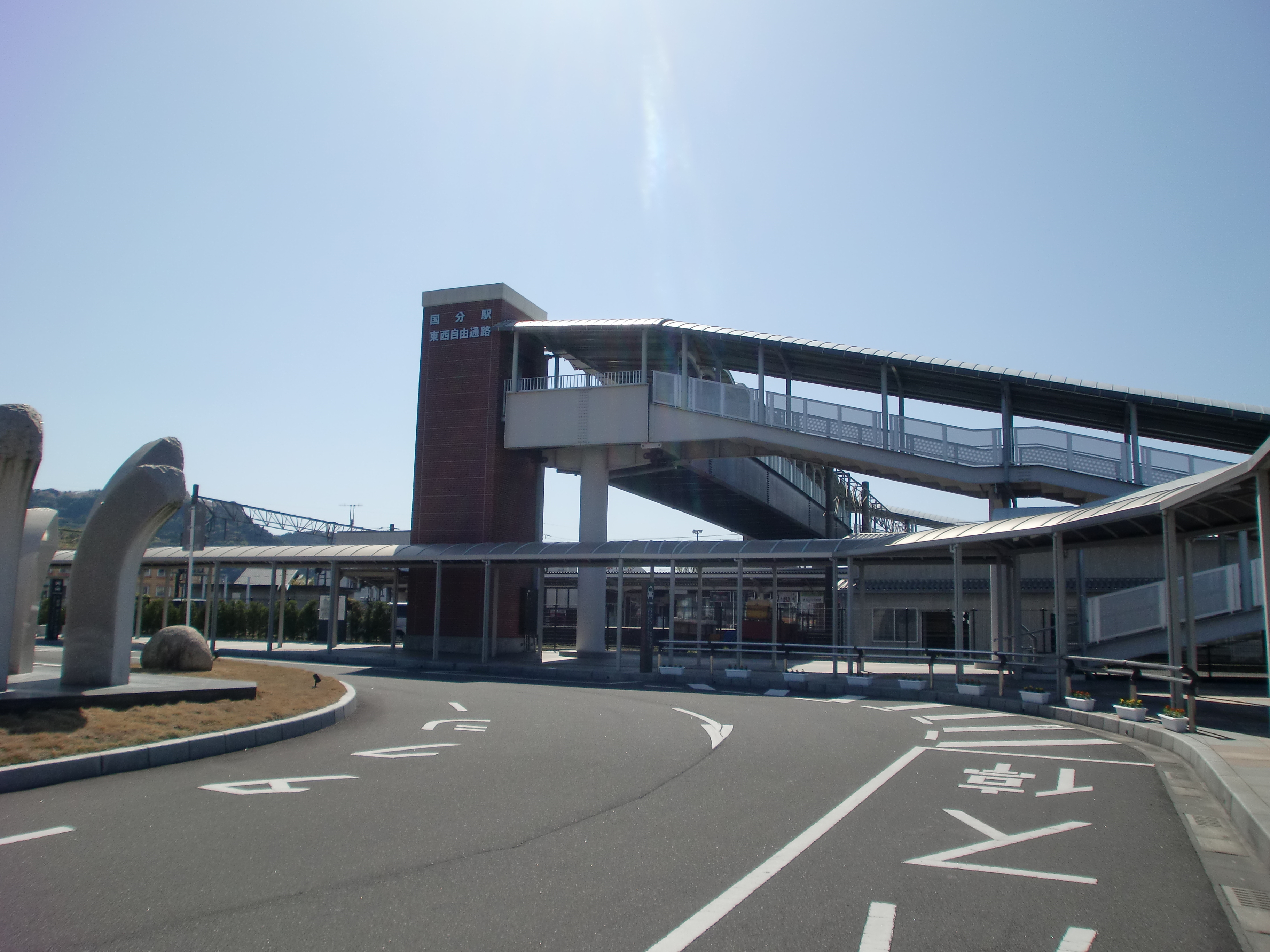
西出口站前廣場與公眾通道（2012年4月）

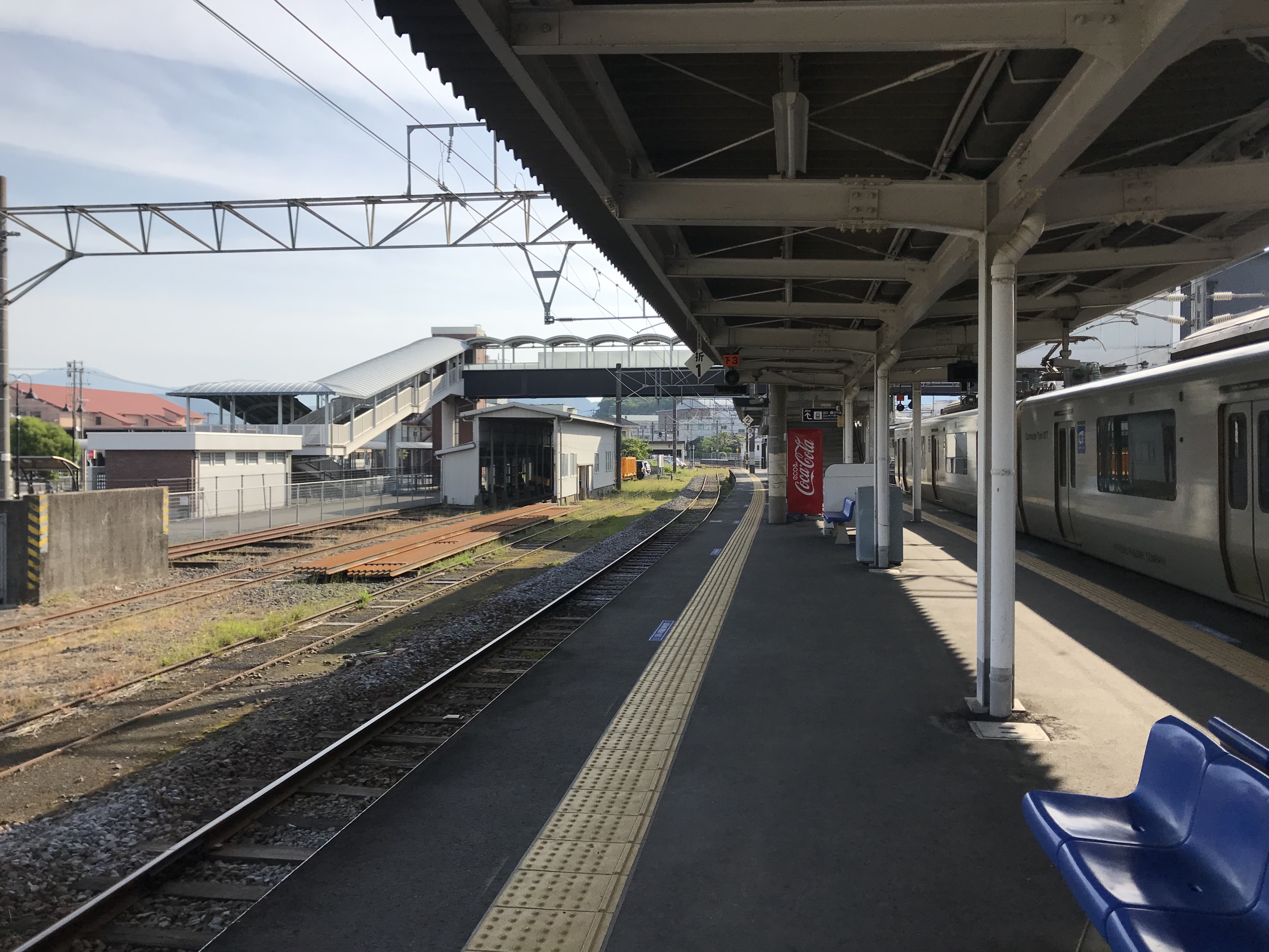
月台（2018年5月）

國分站（日语：／ Kokubu eki */?）是位於鹿兒島縣霧島市國分中央，屬於九州旅客鐵道（JR九州）的日豐本線車站。事務管號碼為▲940519。所有等級列車均在本站停靠，而由鹿兒島中央站開出的普通區間車亦大部份止於本站，另每天有1對以本站起訖的特急區間車，除2個站外其餘皆停靠。
在1929年前，鄰站隼人站曾使用國分站作為站名。此站曾設有大隅線前往志布志站方向。大部分從鹿兒島中央站的普通列車及部分特急「霧島」於此站折返。一人控制的普通列車中，從此站至鹿兒島中央站之間不會在車內付款，使用了都市型一人控制方式處理。

## 車站構造
本站是地面車站，站房以鋼筋混凝土建成，並且坐落在單式月台側。而已廢止的大隅線列車在0號月台的缺角式月台出發與到達，現時已經徹走。本站只在東出口設置驗票口，另外設有公眾通道前往西出口站前廣場。
此站是由JR九州鐵道營業管理的業務委託車站，站內設有綠色窗口，閘口營業時間由首班車至尾班車。此站可以使用「SUGOCA」IC卡，以及可以與SUGOCA互相使用的交通系IC卡。但此站沒有接受乘車票、定期票的自動閘機，只有IC卡讀卡機，並且只可於綠色窗口購買SUGOCA（只限不記名式SUGOCA）。
日豐本線鹿兒島中央站至此站之間為SUGOCA使用範圍（鹿兒島範圍）。此站以東（都城站方向）不可使用。而日豐本線中，宮崎縣田野站至佐土原站之間也是SUGOCA使用範圍，但是該區間是宮崎範圍，不可在兩範圍之間使用使用SUGOCA。
站內設有2台觸控面板類式自動售票機（1台可接受IC卡，1台不可接受IC卡），在閘內設有IC卡增值機。

### 月台
設有側式月台和島式月台各1個，合共提供2面3線的配置。另外設有側線。
| 月台 | 路線      | 上下行 | 方向                                        | 備注                                                         |
| ---- | --------- | ------ | ------------------------------------------- | ------------------------------------------------------------ |
| 1、2 | ■日豐本線 | 下行   | 鹿兒島中央、經■鹿兒島本線往伊集院、川內方向 |                                                              |
| 1、2 | ■日豐本線 | 上行   | 都城、宮崎方向                              |                                                              |
| 3    | ■日豐本線 | 下行   | 隼人、鹿兒島中央、川內方向                  | 區間車起訖點（包括每天下午1班只往隼人的區間車） 尾班列車停泊 |

## 歷史
此站是霧島市的中心車站，在1929年啟用。在此站啟用前，隼人站曾使用國分站的名字，後來改名為西國分站和隼人站。
- 1929年11月24日：鐵道省國都西線由西國分站伸延至此，開業[3]，同時將一段原鹿兒島線及山野線一同併入為國都西線[4]。
- 1930年7月10日：國都西線由本站延長至霧島神宮站[5]。
- 1969年12月26日：車站大樓重建。
- 1971年10月1日：終止貨物起卸業務。
- 1972年9月9日：大隅線海潟溫泉～國分開通，全線開通，成為轉乘車站。
- 1987年：

- 3月14日：大隅線全線廢線。
- 4月1日：隨國鐵分割民營化，車站由九州旅客鐵道（JR九州）營運。

- 1993年：

- 8月6日：受平成5年8月豪雨影響，西都城站至鹿兒島站一段停駛。
- 9月19日：本站～鹿兒島站之間重開。
- 10月9日：大隅大川原站～本站重開，全線復運。

- 2007年6月1日：由於東出口站前廣場比較狹窄，因此建設西出口站前廣場與公眾通道，工程費用約6億日圓[8]。
- 2012年12月1日：可以使用IC卡「SUGOCA」[9]。
- 2018年5月2日：無障礙化設備完成。設有2台升降機、列車進站表示資訊板、語音感應機等[10]。

## 使用狀況
在2021年度，1日平均乘車人次為2,422人。在鹿兒島縣內JR九州車站中，僅次於鹿兒島中央站為第2位。
以下為近年1日平均使用人次。
| 年度 | 1日平均 乗車人員 | 1日平均 乗降人員 |
| ---- | ---------------- | ---------------- |
| 2000 | 2,131            |                  |
| 2001 | 2,139            |                  |
| 2002 | 2,181            |                  |
| 2003 | 2,187            |                  |
| 2005 | 2,288            |                  |
| 2006 | 2,348            |                  |
| 2007 | 2,349            | 4,724            |
| 2008 | 2,431            | 4,890            |
| 2009 | 2,448            | 4,920            |
| 2010 | 2,475            | 4,966            |
| 2011 | 2,665            | 5,358            |
| 2012 | 2,796            | 5,629            |
| 2013 | 3,008            | 6,055            |
| 2014 | 2,864            | 5,750            |
| 2015 | 2,888            | 5,792            |
| 2016 | 2,853            |                  |
| 2017 | 2,976            |                  |
| 2018 | 3,031            |                  |
| 2019 | 2,998            |                  |
| 2020 | 2,451            |                  |
| 2021 | 2,422            |                  |
| 2022 | 2,514            |                  |
| 2023 | 2,629            |                  |

## 車站周邊
車站是位於霧島市中心。在霧島市誕生前是位於國分市中心。
- 第一工業大學（日语：第一工業大学）
- 第一幼兒教育短期大學
- 霧島市立國分中央高等學校（日语：霧島市立国分中央高等学校）
- 霧島警署
- 霧島市政廳（前・國分市政廳）
- 國分溫泉（日语：国分温泉）
- 霧島國分山形屋
- Handsman（日语：ハンズマン）國分店
- 國分公共職業安定所（Hello Work國分）
- 宜得利
- 山田電機國分店
- 九州電氣系統（日语：九州電気システム）鹿兒島分店國分駐在
- Frespo國分（日语：フレスポ国分）

## 巴士路線
- 【三州自動車（日语：三州自動車）】鹿兒島機場、福山、櫻島口、垂水、若駒學園（日语：鹿児島県立若駒学園）、牧之原、岩川、志布志
- 【岩崎巴士網絡（日语：いわさきバスネットワーク）】
  - 鹿兒島機場（經姬城、隼人溫泉醫院）
  - 霧島岩崎酒店（經日當山、妙見）
  - 京瓷國分（經國分、唐人町）
  - 霧島岩崎酒店（經霧島神宮）
  - 隼人國分循環線見次、隼人方向，清水、重久方向
  - 霧島市立醫師會醫療中心（經姬城、隼人溫泉醫院）
  - 上小鹿野（經西校前、濱之市、隼人站）
  - 國分連繫巴士

※曾經JR九州巴士設有巴士路線前往此站（國分線：：隼人站、鹿兒島機場、國分站～櫻島、垂水）。

## 相鄰車站
九州旅客鐵道
■日豐本線
■特急「霧島」、■普通
霧島神宮－（南霧島號誌站）－國分－隼人
※此站與霧島神宮站之間距離（營業距離） 12.7公里。截至2013年12月1日，為JR九州管內在來線中最長距離。

### 曾經存在的路線
日本國有鐵道
大隅線
金剛寺－國分

## 注腳
1. 1 2  . JTB出版. : 333 （日语）.
2. ↑  日本國有鐵道旅客局(1984)『鉄道・航路旅客運賃・料金算出表 昭和59年４月20日現行』。
3. ↑  日本《官報》第867號「鐵道省告示第233號」，大藏省印刷局：1929年11月18日，第450-451頁。
4. ↑  日本《官報》第867號「鐵道省告示第232號」，大藏省印刷局：1929年11月18日，第450頁。
5. ↑  日本《官報》第1052號「鐵道省告示第88號」，大藏省印刷局：1930年7月3日，第65頁。
6. 1 2  . 交通新聞 (交通新聞社). 1993-09-21: 2.
7. ↑  . 交通新聞 (交通新聞社). 1993-10-06: 3.
8. ↑  霧島市廣報廣聽課編　『広報きりしま　vol.32』　霧島市，2007年5月。
9. ↑  交通新聞（交通新聞社），2012年12月4日，第1頁。
10. ↑  . 南日本新聞. 2018-05-02  [2018-05-02]. （原始内容存档于2018-05-02）.
11. ↑   (PDF).   [2023-01-21]. （原始内容存档 (PDF)于2022-08-26）.
12. ↑  平成25年度霧島市統計書 （页面存档备份，存于）の「10.運輸・通信」 - 霧島市 2019年7月29日參閲。
13. ↑  駅別乗車人員上位300駅（2022年度） （页面存档备份，存于），JR九州。
14. ↑  駅別乗車人員上位300駅（2023年度） （页面存档备份，存于），JR九州。
15. ↑  1935年10月國分線（隼人、國分、古江之間）開始運輸營業「鉄道省告示第428号」『官報』1935年10月1日（國立國會圖書館數碼化收藏）

## 外部連結
- JR九州國分站 （页面存档备份，存于）